# William V. Mong
William V. Mong (Chambersburg, 25 giugno 1875 – Los Angeles, 10 dicembre 1940) è stato un attore, regista e sceneggiatore statunitense.
Era conosciuto anche come Bill Mong, W.V. Mong, William Mong, Wm. V. Mong.

## Biografia
Nato in Pennsylvania, debuttò come attore cinematografico a 31 anni, nel 1910. Il suo primo ruolo fu quello del protagonista del cortometraggio The Connecticut Yankee. Proseguì la sua carriera alla Selig Polyscope Company, dove recitò anche a fianco di Tom Mix in The Range Riders.
Nella sua carriera, durata dal 1910 al 1939, partecipò come attore a 196 film. Come regista, ne firmò 31 e altrettanti come sceneggiatore. Nel 1916, produsse When the Wolf Howls, un cortometraggio diretto da Cleo Madison, di cui Mong fu anche sceneggiatore e interprete.
Morì in California, a Studio City, un sobborgo della Valle di Los Angeles nel 1940, a 65 anni.

## Filmografia

### Attore
- The Clay Baker - cortometraggio (1910)
- The Range Riders, regia di Otis Turner e Francis Boggs - cortometraggio (1910)
- Lost in the Soudan, regia di Otis Turner - cortometraggio (1910)
- The Connecticut Yankee - cortometraggio (1910)
- Buddy, the Little Guardian -  cortometraggio (1911)
- The Survival of the Fittest - cortometraggio (1911)
- Back to the Primitive, regia di Francis Boggs e Otis Turner - cortometraggio (1911)
- The Way of the Eskimo, regia di William V. Mong - cortometraggio (1911)
- Lost in the Arctic, regia di William V. Mong - cortometraggio (1911)
- Lost in the Jungle, regia di Otis Turner - cortometraggio (1911)
- Busy Day at the Selig General Office - documentario, cortometraggio (1911)
- The Girl He Left Behind, regia di Otis Thayer - cortometraggio (1912)
- The Redemption of 'Greek Joe' - cortometraggio (1912)
- The Yellow Traffic, regia di Olaf Skavlan - cortometraggio (1914)
- The Cost, regia di Otis B. Thayer (Otis Thayer) (1915)
- Alias Holland Jimmy, regia di William V. Mong (1915)
- The Word (1915)
- Out of the Silence (1915)
- Tainted Money, regia di Ulysses Davis (1915)
- Two Men of Sandy Bar, regia di Lloyd B. Carleton (1916)
- Her Bitter Cup, regia di Joe King e Cleo Madison (1916)
- Virginia, regia di Cleo Madison (1916)
- The Iron Hand, regia di Ulysses Davis (1916)
- Alias Jane Jones, regia di Cleo Madison (1916)
- When the Wolf Howls, regia di Cleo Madison (1916)
- Shoes, regia di Lois Weber (1916)
- The Crimson Yoke, regia di Cleo Madison, William V. Mong (1916)
- The Girl in Lower 9, regia di Cleo Madison e William V. Mong (1916)
- Along the Malibu, regia di Cleo Madison e William V. Mong (1916)
- A Son of Neptune, regia di William V. Mong (1916)
- To Another Woman, regia di Cleo Madison (1916)
- Husks of Love, regia di William V. Mong (1916)
- The Wrath of Cactus Moore, regia di William V. Mong (1916)
- The Prince of Graustark, regia di Fred E. Wright (1916)
- The Son of a Rebel Chief, regia di William V. Mong (1916)
- Last of the Morgans, regia di William V. Mong (1916)
- The Good Woman, regia di William V. Mong (1916)
- Fighting Joe, regia di William V. Mong (1916)
- Birds of a Feather, regia di William V. Mong (1916)
- The Severed Hand
- Eleanor's Catch, regia di Cleo Madison (1916)
- An Old Soldier's Romance, regia di William V. Mong (1917)
- The Daring Chance, regia di William V. Mong (1917)
- The Girl and the Crisis, regia di William V. Mong (1917)
- Good-for-Nothing Gallagher, regia di William V. Mong (1917)
- The Grudge, regia di William V. Mong (1917)
- Chubby Takes a Hand, regia di William V. Mong (1917)
- Bartered Youth, regia di William V. Mong (1917)
- The Chosen Prince, or The Friendship of David and Jonathan, regia di William V. Mong (1917)
- Fanatics, regia di Raymond Wells (1917)
- The Hopper, regia di Thomas N. Heffron (1918)
- The Law of the Great Northwest, regia di Raymond Wells (1918)
- The Man Who Woke Up, regia di James McLaughlin (1918)
- The Painted Lily, regia di Thomas N. Heffron (1918)
- The Flame of the West, regia di William V. Mong (1918)
- The Spender, regia di Charles Swickard (1919)
- Put Up Your Hands! , regia di Edward Sloman (1919)
- La diva del Tabarin (The Delicious Little Devil), regia di Robert Z. Leonard (1919)
- The Follies Girl, regia di John Francis Dillon (1919)
- After His Own Heart, regia di Harry L. Franklin (1919)
- The Master Man, regia di Ernest C. Warde (1919)
- The Amateur Adventuress, regia di Henry Otto (1919)
- Love's Prisoner, regia di John Francis Dillon (1919)
- Fools and Their Money, regia di Herbert Blaché (1919)
- Burning Daylight, regia di Edward Sloman (1920)
- The Turning Point, regia di J.A. Barry (1920)
- The Luck of Geraldine Laird, regia di Edward Sloman (1920)
- Number 99, regia di Ernest C. Warde (1920)
- The Chorus Girl's Romance, regia di William C. Dowlan (1920)
- Life's Twist
- The County Fair, regia di Edmund Mortimer e Maurice Tourneur (1920)
- The Dwelling Place of Light
- The Mutiny of the Elsinore, regia di Edward Sloman (1920)
- 813, regia di Charles Christie e Scott Sidney (1920)
- The Coast of Opportunity, regia di Ernest C. Warde (1920)
- The Winding Trail, regia di George Martin (1921)
- Le avventure di un americano alla Corte di re Arturo (A Connecticut Yankee in King Arthur's Court), regia di Emmett J. Flynn (1921)
- Sowing the Wind, regia di John M. Stahl (1921)
- Playthings of Destiny
- The Ten Dollar Raise
- Shame, regia di Emmett J. Flynn (1921)
- Pilgrims of the Night, regia di Edward Sloman (1921)
- Ladies Must Live, regia di George Loane Tucker (1921)
- Shattered Idols, regia di Edward Sloman (1922)
- Quando donna vuole (A Fool There Was), regia di Emmett J. Flynn  (1922)
- Monte Cristo, regia di Emmett J. Flynn (1922)
- The Woman He Loved
- Arctic Adventure, regia di Chester Withey (1922)
- All the Brothers Were Valiant, regia di Irvin Willat (1923)
- Il supplizio del tam-tam (Lost and Found on a South Sea Island), regia di R.A. Walsh (Raoul Walsh) (1924)
- Penrod and Sam, regia di William Beaudine (1923)
- Wandering Daughters, regia di James Young (1923)
- Drifting, regia di Tod Browning (1923)
- In the Palace of the King, regia di Emmett J. Flynn (1923)
- Thy Name Is Woman, regia di Fred Niblo (1924)
- Flapper Wives, regia di Justin H. McCloskey, Jane Murfin (1924)
- Why Men Leave Home, regia di John M. Stahl (1924)
- What Shall I Do?, regia di John G. Adolfi (1924)
- Welcome Stranger, regia di James Young (1924)
- Barriers Burned Away, regia di W. S. Van Dyke (1925)
- Scusatemi tanto! (Excuse Me), regia di Alfred J. Goulding (1925)
- Oh, Doctor!, regia di Harry A. Pollard (1925)
- Quello scapestrato di papà (Speed), regia di Edward LeSaint (1925)
- Up the Ladder, regia di Edward Sloman (1925)
- Alias Mary Flynn
- Under the Rouge
- The Unwritten Law, regia di Edward J. LeSaint (1925)
- Fine Clothes
- Off the Highway
- The Shadow on the Wall, regia di B. Reeves Eason (1925)
- The People vs. Nancy Preston, regia di Tom Forman (1925)
- Steel Preferred
- Shadow of the Law, regia di Wallace Worsley (1926)
- Quinta Strada (Fifth Avenue), regia di Robert G. Vignola (1926)
- Brooding Eyes
- No Babies Wanted
- La volpe della risata (Crazy Like a Fox), regia di Leo McCarey (1926)
- La grande sparata (The Strong Man), regia di Frank Capra (1926)
- The Old Soak
- The Silent Lover
- Gloria (What Price Glory?), regia di Raoul Walsh (1926)
- Taxi! Taxi!, regia di Melville W. Brown (1927)
- The Price of Honor
- Too Many Crooks, regia di Fred Mewmeyer (Fred C. Newmeyer) (1927)
- The Magic Garden, regia di James Leo Meehan (1927)
- Alias the Lone Wolf
- The Clown, regia di William James Craft
- The Way of All Pants, regia di Leo McCarey (1927)
- The Broken Mask
- White Flame
- The Devil's Trademark
- La bella preda (Ransom), regia di George B. Seitz (1928)
- Voce del mondo
- Code of the Air
- L'arca di Noè (Noah's Ark), regia di Michael Curtiz (1928)
- The Haunted House, regia di Benjamin Christensen
- Forget Me Not
- Sette passi verso Satana
- House of Horror
- Dark Skies
- L'assassinio sul tetto
- Come rubai mia moglie (The Girl Said No), regia di Sam Wood (1930)
- I lupi di Chicago
- Addio Madrid
- Il grande sentiero (The Big Trail), regia di Raoul Walsh e, non accreditato, Louis R. Loeffler (1930)
- Should a Girl Marry?
- Il diluvio (The Flood), regia di James Tinling (1931)
- Gun Smoke, regia di Edward Sloman (1931)
- A Dangerous Affair, regia di Edward Sedgwick (1931)
- Bad Company, regia di Tay Garnett (1931)
- The Fighting Fool
- Cross-Examination
- Love Bound
- Arm of the Law
- Rule 'Em and Weep
- Dynamite Denny
- The Widow in Scarlet
- L'espresso blu
- Tempeste sull'Asia (War Correspondent), regia di Paul Sloane (1932)
- Fighting for Justice, regia di Otto Brower (1932)
- Women Won't Tell
- Se avessi un milione (If I Had a Million), aa. vv. (1932)
- La madonnina del porto (Tess of the Storm Country), regia di Alfred Santell (1932)
- A Strange Adventure, regia di Phil Whitman e Hampton Del Ruth (1932)
- No More Orchids
- Il segno della croce (The Sign of the Cross), regia di Cecil B. De Mille (1932)
- Il vampiro (The Vampire Bat), regia di Frank Strayer (1933)
- Silent Men
- The Eleventh Commandment, regia di George Melford (1933)
- Lo zio in vacanza (The Working Man), regia di John G. Adolfi (1933)
- Lilly Turner, regia di William A. Wellman (1933)
- The Mayor of Hell
- The Narrow Corner
- Her Forgotten Past
- Amai una donna
- Viva le donne! (Footlight Parade), regia di Lloyd Bacon (1933)
- Un popolo in ginocchio (Massacre), regia di Alan Crosland (1934)
- Dark Hazard, regia di Alfred E. Green (1934)
- L'isola del tesoro (Treasure Island), regia di Victor Fleming (1934)
- Cleopatra, regia di Cecil B. De Mille (1934)
- Sweet Adeline, regia di Mervyn LeRoy (1934)
- The County Chairman, regia di John G. Blystone (1935)
- Square Shooter
- The Florentine Dagger, regia di Robert Florey (1935)
- The Hoosier Schoolmaster, regia di Lewis D. Collins (1935)
- Locomotiva n 2423 (Whispering Smith Speaks), regia di David Howard (1935)
- The Perfect Tribute, regia di Edward Sloman (1935)
- Together We Live, regia di Willard Mack (1935)
- Gli ultimi giorni di Pompei (The Last Days of Pompeii), regia di Merian C. Cooper e Ernest B. Schoedsack (1935)
- Codice segreto (Rendezvous), regia di William K. Howard e, non accreditato, Sam Wood (1935)
- Coniglio o leone? (Strike Me Pink), regia di Norman Taurog (1936)
- The Dark Hour, regia di Charles Lamont (1936)
- Il pirata ballerino (Dancing Pirate), regia di Lloyd Corrigan (1936)
- Il re dei pellirosse (The Last of the Mohicans), regia di George B. Seitz (1936)
- Woman in Distress, regia di Lynn Shores (1937)
- Ed ora... sposiamoci (Stand-In), regia di Tay Garnett (1937)
- Fight for Your Lady, regia di Benjamin Stoloff (1937)
- Painted Desert, regia di David Howard (1938)
- Lasciateci vivere! (Let Us Live), regia di John Brahm (1939)

### Regista
- The Way of the Eskimo - cortometraggio (1911)
- Lost in the Arctic - cortometraggio (1911)
- A Summer Adventure - cortometraggio (1911)
- Two Old Pals - cortometraggio (1912)
- In Little Italy - cortometraggio (1912)
- The Redemption of 'Greek Joe' - cortometraggio (1912)
- On the Trail of the Germs - cortometraggio (1912)
- Alias Holland Jimmy (1915)
- The Crimson Yoke, co-regia di Cleo Madison (1916)
- The Girl in Lower 9, co-regia di Cleo Madison (1916)
- Along the Malibu, co-regia di Cleo Madison (1916)
- A Son of Neptune (1916)
- Husks of Love (1916)
- The Wrath of Cactus Moore (1916)
- The Son of a Rebel Chief (1916)
- Last of the Morgans (1916)
- The Good Woman (1916)
- Fighting Joe (1916)
- Birds of a Feather (1916)
- An Old Soldier's Romance (1917)
- The Daring Chance (1917)
- The Girl and the Crisis (1917)
- Good-for-Nothing Gallagher (1917)
- The Grudge (1917)
- Chubby Takes a Hand (1917)
- A Midnight Mystery (1917)
- A Darling in Buckskin (1917)
- Bartered Youth (1917)
- The Chosen Prince, or The Friendship of David and Jonathan (1917)
- Wild Sumac (1917)
- The Flame of the West (1918)

### Sceneggiatore
- Lost in the Soudan, regia di Otis Turner - cortometraggio (1910)
- Lost in the Arctic, regia di William V. Mong - cortometraggio (1911)
- A Summer Adventure, regia di William V. Mong (1911) - cortometraggio (1911)
- Lost in the Jungle, regia di Otis Turner - cortometraggio (1911)
- Two Old Pals, regia di William V. Mong - cortometraggio (1912)
- The Girl He Left Behind, regia di Otis Thayer - cortometraggio (1912)
- When Memory Calls, regia di Frank Beal - cortometraggio (1912)
- In Little Italy, regia di William V. Mong - cortometraggio (1912)
- The Slip, regia di Otis Thayer - cortometraggio (1912)
- Sons of the North Woods, regia di Frank Beal - cortometraggio (1912)
- All on Account of Checkers, regia di Otis Thayer - cortometraggio (1912)
- His Chance to Make Good, regia di Otis Thayer - cortometraggio (1912)
- Driftwood, regia di Otis Thayer - cortometraggio (1912)
- When the Heart Rules, regia di Frank Beal - cortometraggio (1912)
- A Citizen in the Making, regia di Otis Thayer - cortometraggio (1912)
- On the Trail of the Germs, regia di William V. Mong - cortometraggio (1912)
- An Unexpected Fortune, regia di Otis Thayer - cortometraggio (1912)
- The Cost, regia di Otis B. Thayer (1915)
- The Parasite's Double
- Told in the Rockies
- Alias Holland Jimmy
- The Word, regia di Otis Thayer (1915)
- Out of the Silence (1915)
- Montana Blunt
- The Awakening of Bess Morton
- Alias Jane Jones, regia di Cleo Madison (1916)
- When the Wolf Howls
- The Girl in Lower 9, regia di Cleo Madison e William V. Mong (1916)
- A Son of Neptune, regia di William V. Mong (1916)
- Husks of Love
- The Wrath of Cactus Moore
- The Son of a Rebel Chief
- Last of the Morgans
- The Good Woman
- Fighting Joe
- Birds of a Feather, regia di William V. Mong (1916)
- The Sins That Ye Sin
- Eleanor's Catch
- The Girl and the Crisis
- The Grudge
- A Darling in Buckskin
- Bartered Youth, regia di William V. Mong (1917)
- The Man Who Woke Up, regia di James McLaughlin (1918)
- Shattered Idols, regia di Edward Sloman (1922)
- The Woman He Loved